# Lohner-Hof

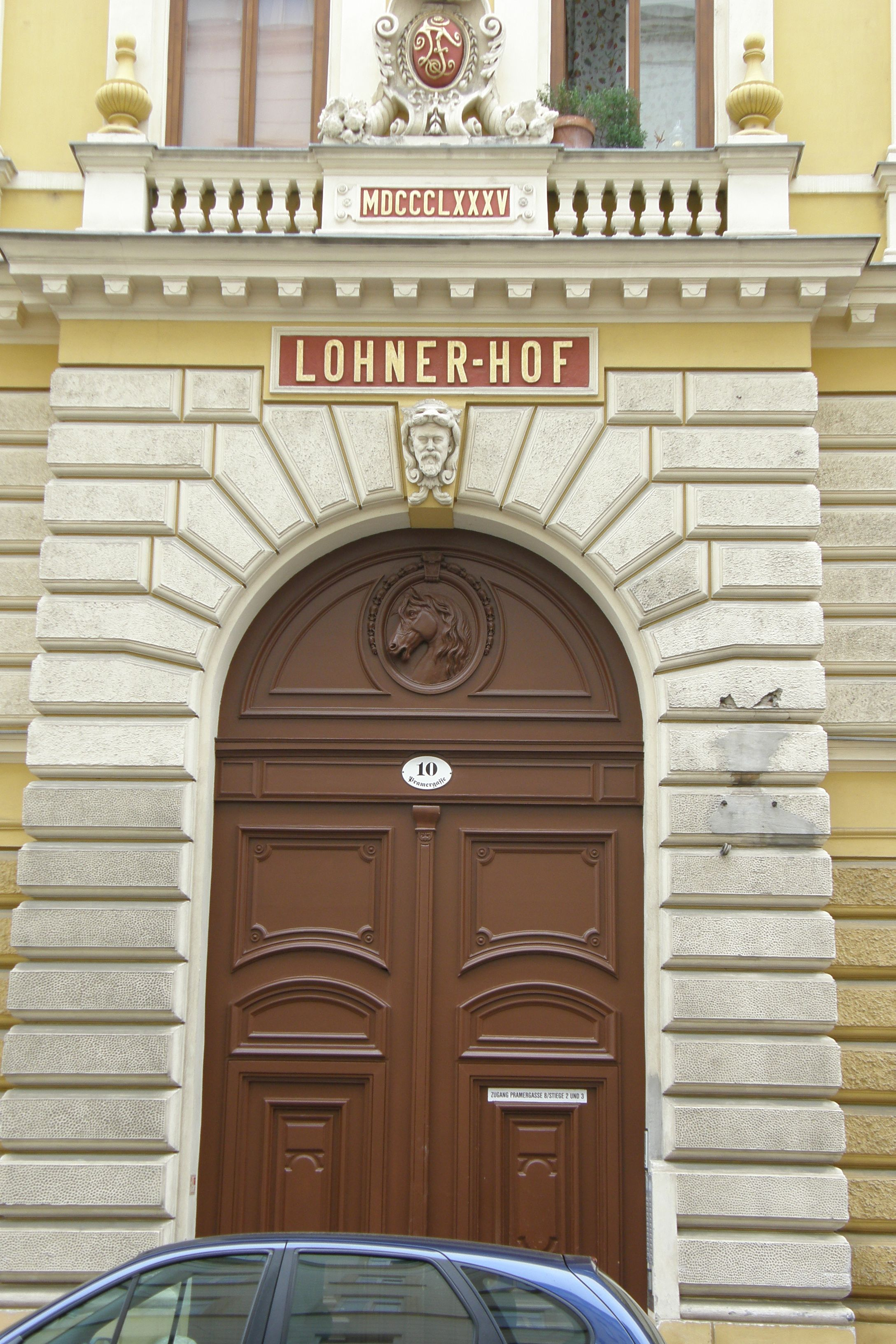
Lohner-Hof

Der Lohner-Hof ist ein Gebäude im 9. Wiener Gemeindebezirk Alsergrund in der Pramergasse 10.

## Geschichte
Der Lohner-Hof wurde 1884 vom Architekt Alois Sallatmeyer für den Karosseriefabrikanten Franz Lohner errichtet. Der fünfgeschoßige Straßentrakt wurde als Zinshaus gebaut, der Hof war als Reitschule und Stallungen untergebracht. Ab 1913 war darin die Reiterstaffel der Wiener Sicherheitswache untergebracht.
Das Gebäude besticht durch sein hohes Rundbogenportal mit einem Keilstein, welcher wahrscheinlich die Portraitbüste des Bauherrn zeigt. Als Hinweis auf die Reitschule ist im Bogenfeld des Torblattes ein geschnitzter Pferdekopf zu sehen.
Nach der Reichskristallnacht waren etwa tausend jüdische Männer in der Reitschule für den Transport nach Dachau eingesperrt.
In der Nachkriegszeit wurde die Reitschule von der US-Besatzung als Garage benutzt.